# Marasettyhalli, Gubbi
Marasettyhalli là một làng thuộc tehsil Gubbi, huyện Tumkur, bang Karnataka, Ấn Độ.